# C++26
C++26 — неформальна назва наступної версії міжнародного стандарту ISO/IEC 14882 мови програмування C++, яка прийде на заміну версії C++23. Остаточний проєкт стандарту отримав код N4981

## Особливості
Зміни, прийняті в C++26, включають:

### Мова
- Необчислені рядки
- Додавання @, $ і ` до базового набору символів constexpr приведення з void
- Повідомлення, створені користувачем, для static_assert
- Змінні-заповнювачі без імені (англ. placeholder variables with no name)
- Індексація параметрів  (англ. pack indexing)
- Атрибути для структурованих прив’язок (англ. attributes for structured bindings)
- Помилкова поведінка для неініціалізованих зчитувань
- = delete(“reason”);
- Варіативні друзі (англ. variadic friends)

### Бібліотека
- Підтримка хешування для класів значень std::chrono
- std::is_within_lifetime
- Нативні дескриптори у файлових потоках
- Інтерфейс до string streams з std::string_view
- Інтерфейс до std::bitset з std::string_view
- constexpr для <cmath> та <complex>
- Додано нові префікси одиниць: std::quecto, std::ronto, std::ronna та std::quetta
- std::copyable_function
- std::submdspan()
- <debugging>: Підтримка відлагодження
- <linalg>: інтерфейс лінійної алгебри на базі BLAS
- Додано протокол кортежів до std::complex
- views::concat
- Конкатенація рядків та рядкових представлень
- std::ranges::generate_random
- Друк пустих рядків з std::println()
- std::formatter<std::filesystem::path>